# アッシャルクル・アウサト
アル＝シャルク・アル＝アウサト（アラビア語：اَلشَّرْقُ الْأَوْسَطُ, al-Sharq al-Awsat, 実際の発音：アッ＝シャルク・ル＝アウサト、「中東」の意））は、ロンドンに本部を置くアラビア語日刊高級紙。1978年創刊。
1977年にサウジ・リサーチ・マーケティング・グループ(Saudi Research and Marketing Group）が設立し、やがてサウジアラビア王子のアフマド・ビン・サルマーンが同紙に出資後、これをほぼ独占的に所有。同王子の死後、彼の息子が社長に就任している。
ジェッダ、リヤド、ダフラーン（サウジアラビア）、クウェート、カイロ（エジプト）、ベイルート（レバノン）、カサブランカ（モロッコ）、フランクフルト、ニューヨーク、マルセイユ、ロンドンで発行されており、世界で初めて衛星技術を用いたアラビア語新聞である。
全世界のアラビア語読者を対象とした有力汎アラブ紙のひとつで、他の汎アラブ紙と同じく国際的な紙面作りを特徴としている。政治面は地域別に分かれておらず、アラブ地域のみならず欧米や東・南アジアのニュースも取り上げる。
オピニオン面もあるが、かつてライバルだった『アル＝ハヤート』紙（2020年廃刊）に比べ論調が保守的で、サウジアラビア政府・王室寄りの報道が目立つといわれる。
親会社のサウジ・リサーチ・マーケティング・グループは、同紙のほかに、政治高級誌『アル＝マジャッラ』(al-Majalla，英The Economist誌と提携)や英字高級紙"The Arab News"も発行している。

## 文献
- William A. Rugh, "Arab Mass Media - Newspapers, Radio, and Television in Arab Politics", Praeger, 2004